# Oxyplax
Oxyplax is een geslacht van vlinders van de familie slakrupsvlinders (Limacodidae).

## Soorten
- O. fulvata Hampson
- O. ochracea (Moore, 1883)
- O. tenebrosa Hering, 1931